# Klanjec
Klanjec este un oraș în cantonul Krapina-Zagorje, Croația, având o populație de 2.915 locuitori (2011).

## Demografie
Componența etnică a orașului Klanjec
     Croați (98,77%)
     Necunoscut (0,21%)
     Neclasificat (0,93%)
Componența confesională a orașului Klanjec
     Catolici (97,87%)
     Fără religie și atei (1,06%)
     Necunoscută (0,55%)
     Alte religii (0,51%)
Conform recensământului din 2011, orașul Klanjec avea 2.915 locuitori. Din punct de vedere etnic, majoritatea locuitorilor (98,77%) erau croați. Apartenența etnică nu este cunoscută în cazul a 0,21% din locuitori. Din punct de vedere confesional, majoritatea locuitorilor (97,87%) erau catolici, cu o minoritate de persoane fără religie și atei (1,06%). Pentru 0,55% din locuitori nu este cunoscută apartenența confesională.